# Георги Иванов (космонавт)
Вижте пояснителната страница за други личности с името Георги Иванов.
Георги Иванов Какалов, по-известен като Георги Иванов, е български офицер, генерал-лейтенант. Той е първият български и балкански космонавт. Бил е народен представител в Седмото велико народно събрание (1990 – 1991 г.).

## Биография
Георги Иванов  е роден в Ловеч на 2 юли 1940 г., в семейството на Иван Иванов Какалов и Анастасия Какалова. Баща му е електротехник, който по-късно е ръководител на електроснабдителния район в Ловеч. Родната му къща се намира в архитектурно-историческия резерват „Вароша“. Фамилното му име Какалов впоследствие е променено поради смешното му значение на руски език. Като ученик се занимава с парашутизъм. Завършва Средно смесено училище „Тодор Кирков“ Ловеч (1958).
Постъпва в Българската армия през 1958 г. Завършва Военното училище в Долна митрополия (1964 г.) със специалност инженер-летец и квалификация пилот, първи клас. Служи в БНА като пилот, старши пилот, командир на звено и командир на ескадрила. Член на БКП от 1968 г. Защитава дисертация и получава научна степен кандидат на физическите науки през 1984 г. Негов научен ръководител е Димитър Мишев.

### Полет в космоса
На 1 март 1978 г. e избран за космонавт във втората група от програмата Интеркосмос Обучава се в Центъра за подготовка на космонавти „Юрий Гагарин“. На 10 април 1979 г., в 20 часа и 34 минути московско време е изстрелян в орбита около Земята космическият кораб „Союз-33“ с международен екипаж. Командир на полета е Николай Рукавишников.
Поради техническа неизправност корабът не успява да се скачи с орбиталната станция „Салют-6“: сближаването на кораба и орбиталната станция протича със скорост, по-висока от предвидената, поради което системата за управление включва коригиране на скоростта. По време на корекцията прогаря едната страна на горивната камера на основния двигател. Скачването се оказва невъзможно. Космическият кораб е приземен от двамата космонавти на 320 км югоизточно от Джезказган след 31 пълни обиколки около Земята. Те прекарват в космоса 1 денонощие, 23 часа и 1 минута.
Твърди се, че по време на драматичната ситуация командирът Рукавишников получава припадък, докато пулсът на Георги Иванов остава нормален и не се променя. Българският космонавт опровергава тази информация и твърди, че тя е произлязла от объркване и разказ на руснака за тренировка, при която командирът губи съзнание и бордният инженер, в случая – Иванов, поема управлението на мисията.
Анализирайки този сложен и извънреден полет, държавната комисия на СССР стига до извода, че той е дал много важни данни за по-нататъшното развитие на космическите полети.
Спускаемият апарат на космическия кораб „Союз-33“ се пази в Музея на авиацията в авиобазата „Крумово“ край Пловдив.
Любопитен факт за Георги Иванов е неговият световен рекорд, който и до днес не е подобрен. Този рекорд е именно, че по времето на цялата мисия той остава спокоен, пулсът му не повишава нормата, дори когато мисията е прекратена и се налага да кацнат аварийно.

### След полета
След промените в България през 1989 г. Георги Иванов преминава в сферата на бизнеса. Основава смесена българо-италианска авиокомпания „Сиджи Ер Карго“, която започва дейността си с нает от Якутия самолет през октомври 1990 г. След прекратяване на италианското участие Георги Иванов заедно с Лилян Тодоров създават авиокомпанията „Ер София“ през 1991 г., която работи с 6 самолета „АН-12“, един „АН-26“ и „АН-24“. През 1998 г. компанията купува на изплащане самолети „ИЛ-76“ и АН-124 „Руслан“.
От 1999 г. „Ер София“ се занимава с изграждането на игрища за голф и хотели. Игрищата, построени в Ихтиман и в Сливен, са включени в Българската федерация по голф.
Георги Иванов е народен представител в Осмото и Деветото народно събрание (1981 – 1990 г.) и в Седмото велико народно събрание (1990 – 1991 г.). От 1981 г. до 1990 г. е кандидат-член на ЦК на БКП. Членува в Националния съвет на ОФ, в управителния съвет на Асоциацията на участниците в космически полети (1985 г.) и в Българското астронавтическо дружество (1988 г.).
На 10 март 2004 г. е удостоен с висше военно звание генерал-лейтенант и награден с орден „Стара планина“ първа степен с мечове за изключителния му принос за развитието на космическите изследвания и по повод 25-годишнината от първия полет на българин в Космоса.
Георги Иванов е автор на книгите „Полети“ (1981) и „Време за полети“ (1987).
По случай 35 години от полета на Георги Иванов журналистката и радиоводеща Божана Димитрова издава книгата „Разговор с първия космонавт на България“.

### Награди и отличия
- Звание „Герой на Народна република България“ и орден „Георги Димитров“ (1979 г.).
- Звание „Герой на Съветския съюз“ и орден „Ленин“ (1979 г.).
- Орден „Стара планина“, първа степен, с мечове (2004 г.).
- Звание „Почетен гражданин на Ловеч“ от 29 април 1979 г. за полета с космическия кораб „Съюз 33“.[12]

### Военни звания
- Лейтенант (1964 г.).
- Старши лейтенант (1967 г.).
- Капитан (1972 г.).
- Майор (1978 г.).
- Подполковник (1979 г.).
- Полковник (1984 г.).
- Генерал-майор (1989 г.).
- Генерал-лейтенант (10 март 2004)

## Семейство
Със съпругата от първия си брак, Наталия Русанова, имат дъщеря Ани, внучка Радена и правнучка Лея.
С втората си съпруга Лидия имат син Иван, внучка Джулия и внук Георги.
Георги Иванов се занимава със ски, риболов, пчеларство и голф в свободното си време.